# Chhattisgarhi
Pour les articles homonymes, voir hne.
Le chhattisgarhi (Code de langue IETF : hne) est une langue parlée dans l'État du Chhattisgarh en Inde et considérée comme une variante du hindi.